# Okrajno sodišče v Novi Gorici
Okrajno sodišče v Novi Gorici je okrajno sodišče Republike Slovenije s sedežem v Novi Gorici, ki spada pod Okrožno sodišče v Novi Gorici Višjega sodišča v Kopru. Trenutni predsednik (2007) je Jernej Kovše.     